# Араманяк
Араманяк (вірм. Արամանյակ) — легендарний цар Вірменії у 2026—1980 роках до н. е. з династії Гайкідів.

## Правління
Відповідно до середньовічних вірменських джерел правління Араманяка припадало на 2026—1980 роки до н. е. Акопян вважає основною політичною подією царювання Араманяка нищівні аморейські походи, які подекуди зачіпали й південні межі Вірменського нагір'я.
Араманяк перемістив центр своєї держави від південних околиць Вірменії на північ.
Імовірно, він зробив це через загрозу нападу амореїв, які розгромили Ур, неодноразово нападали на саму Вірменію, й Араманяк цілком міг остерігатись їхньої подальшої, більш масштабної агресії.
Подальша діяльність Араманяка пов'язана з облаштуванням свого царства. Араманяку спадкував його син Арамаїс